# Massacre de Kawuri
Le massacre de Kawuri a lieu le 26 janvier 2014 pendant l'insurrection de Boko Haram. 

## Déroulement
Le 26 janvier 2014, une cinquantaine d'hommes conduisant des pick-up entrent dans la petite ville de Kawuri, ou Kabuiri, située à 37 kilomètres au sud-est de Maiduguri. Se faisant passer pour des commerçants, les arrivants gagnent le marché et dissimulent plusieurs bombes à différents endroits du village,. 
Vers 16 heures, les islamistes commencent l'attaque en faisant exploser leurs bombes et en attaquant la population. Les assaillants incendient également plusieurs maisons, puis ils finissent par repartir après avoir enlevé plusieurs femmes,.

## Bilan humain
Selon Lawan Tanko, chef de la police de l'État de Borno, le premier bilan est d'au moins 45 morts et 26 blessés. 
Par la suite, Lawan Tanko annonce que le bilan est monté à 52 morts et que plusieurs des 26 blessés sont dans un état critique. Le chef de la milice d'auto-défense de Kawuri avance même le chiffre de 85 morts. 
Le 28 janvier, Ali Kaka Yale, secrétaire du gouvernement local de Konduga, déclare que 85 cadavres ont été retrouvés mais que 16 personnes sont portées disparues, des femmes ont notamment été enlevées. D'après des journalistes locaux, une cinquantaine de personnes ont été blessées et conduites à l'hôpital de Kauwuri,.